# 渋谷龍吉
渋谷 龍吉（しぶや りゅうきち、1907年5月-1995年）は、第二次世界大戦以前から活躍していた日本の広告写真・商業写真系統の写真家。「渋谷竜吉」と記載されることもある。

## 経歴
- 山梨県生まれ。
- 1922年、写真師・喜多川秀男（所沢・喜多川写真館）に写真を学ぶ
- 1927年-30年、日本写真工業株式会社勤務（写真乳剤技師として）
- 1931年、「写真の家」開設（京橋）
- 1934年、シブヤスタジオ開設（日本橋）
- 1936年、第一回朝日広告賞・特選一等（「レートクレーム」）
- 1940年、渋谷龍吉創作美術写真展
- 1954年、渋谷龍吉美術写真展（東京大丸）
- 他、写真展多数
- 1995年、東京にて没

## 関連する展覧会
- 日本の写真 : 内なるかたち・外なるかたち:第1部　渡来から1945年まで（東京都写真美術館、1996年）
  - 展示された作品は、cat. No. 51「朝の門出」（1930s、360mm×263mm、ゼラチン・シルバー・プリント、展覧会カタログ87ページに図版掲載）
- 「日本の写真1930年代」展（神奈川県立近代美術館、1988年）
  - 展示された作品は、以下の4点（すべて展覧会カタログに図版が掲載されている。サイズの単位はcm）
    - cat. no. 148：原節子（1937年、37.3 x33.2、ゼラチン・シルバー・プリント）
    - cat. no. 149：巖本真理（c1938年、27.2x25.0、ゼラチン・シルバー・プリント）
    - cat. no. 150：味のもと（c1938年、24.5x30.4、ゼラチン・シルバー・プリント）
    - cat. no. 151：東京セロハン（c1940年、30.5x25.4、ゼラチン・シルバー・プリント）
- アーティストの風貌　横浜市美術館収蔵作品展（横浜高島屋、1987年）
- 大規模な回顧展は2012年現在開催されていない。